# Хозяин Баллантрэ (фильм, 1953)
«Хозяин Баллантрэ» (англ. The Master of Ballantrae) — приключенческий фильм 1953 года. Экранизация одноименного романа Роберта Льюиса Стивенсона.

## Сюжет
Два брата, сыновья влиятельного шотландского лорда, вступают в конфликт из-за наследства на фоне событий восстания Якобитов. Обстановка лишь более накаляется, когда в дело вступает соперничество за сердце одной и той же женщины…

## В ролях
| Актёр            | Роль                   |
| ---------------- | ---------------------- |
| Эррол Флинн      | Джеймс Дьюри           |
| Роджер Ливси     | полковник Фрэнсис Берк |
| Энтони Стил      | Генри Дьюри            |
| Беатрис Кэмпбелл | леди Элисон            |
| Ивонн Фюрно      | Джесси Браун           |
| Феликс Эйлмер    | лорд Дэррисдир         |
| Мервин Джонс     | Маккеллар              |
| Чарльз Голднер   | капитан Мендоса        |
| Ральф Трумер     | майор Кларендон        |
| Фрэнсис де Вольф | Мэттью Булл            |
| Жак Бертье       | капитан Арно           |
| Джиллиан Линн    | танцовщица Марианна    |

## Интересные факты
- Некоторые сцены фильма были отсняты на севере Шотландии в замке Эйлин-Донан.